# Forchheim
Forchheim (pronunciación en alemán: /ˈfɔʁçhaɪ̯m/ⓘ) es una pequeña ciudad en la Alta Franconia, en el norte de Baviera. Se encuentra ubicada en el Área metropolitana de Núremberg y muy cerca de la región conocida como la Suiza francona, resaltando que a esta se le conoce como «la puerta de la Suiza francona».

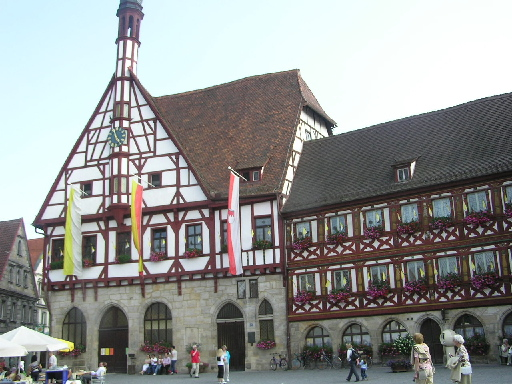
Ayuntamiento de Forchheim.

## Geografía

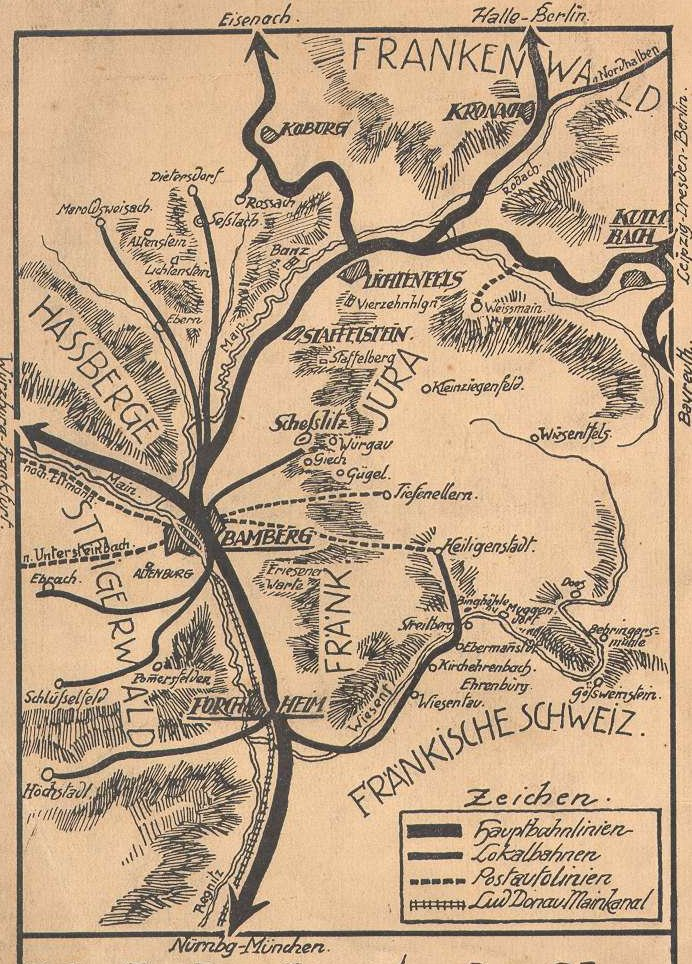
Mapa de 1912 donde se muestra la región de la Suiza francona cerca de Forchheim.

Forchheim se halla a orillas del Regnitz, del Canal Rín-Meno-Danubio y del Wiesentheider. El río Regnitz pasa por Forchheim en dirección noroeste y fluye principalmente en Bischenberg. Forchheim está rodeado por el Parque natural de Steigerwald al oeste y al este por la Suiza francona.

## Cultura

### Eventos
- Annafest, festival popular que comienza el día de santa Ana y dura dos semanas.

### Sitios históricos
- Fortaleza de Forchheim

## Ciudades hermanadas
Forchheim está hermanada con las siguientes ciudades y pueblos:
- Le Perreux-sur-Marne, Francia
- Roppen, Austria
- Rovereto, Italia
- Pößneck, Alemania
- Gherla, Rumania
- Broumov, República Checa
- Lavis, Italia